# Rio Bordeiu Bratu
O Rio Bordeiu Bratu é um rio da Romênia afluente do Rio Cerna (Tulcea), localizado no distrito de Tulcea.